# Thomas Cook
Thomas Cook (22. listopadu 1808 Melbourne, Derbyshire – 18. července 1892 Leicester) byl anglický podnikatel a baptistický misionář známý díky založení cestovní kanceláře Thomas Cook & Son.

## Život
Thomas Cook se narodil jako první dítě do rodiny Johna a Elizabeth Cookových ve vesnici Melbourne v Derbyshiru. Křestní jméno dostal po svém dědečkovi Thomasu Perkinsovi. Cookův otec zemřel, když mu byly tři roky, a matka se znovu provdala.
V deseti letech opustil školu a začal Cook pomáhat v místním obchodě za mzdu šest pencí týdně. O čtyři roky později se přihlásil do učení a poté pět let pracoval jako truhlář. Byl vychován v tradičním baptistickém duchu a v únoru 1826 se stal baptistickým misionářem, distribuoval evangelizační letáky a přivydělával si truhlářskou prací. V roce 1832 se přestěhoval na Adam and Eve Street v Market Harborough. Ovlivněn baptistickým kazatelem Francisem Beardsallem se stal členem protialkoholového hnutí, pořádal různá setkání a procesí odpůrců alkoholu. V březnu 1833 se oženil s Marianne Masonovou a měli spolu jediného syna Johna Mason Cooka.
V roce 1841 získal společnost Midland Counties Railway Company, díky které zahájil provoz speciálního vlaku Leicesteru do Loughborough. Považuje se to za první výletní vlak v Anglii. Během Světové výstavy v Paříži v roce 1855 provozoval výlety z Leicesteru do Calais ve Francii.
Začátkem 60. let 19. století začal provozovat soukromé výlety a túry, a to jak v Anglii, tak v zahraničí.
Thomas Cook na sklonku života trpěl slepotou. Zemřel 18. července 1892.

## Cestovní kancelář Thomas Cook v roce 2019
Původně založená společnost Thomas Cook & Son se během desítek let stala (po změnách vlastnické struktury) největší cestovní kanceláří na světě. Podle odhadů z roku 2019 využívalo jejích služeb přibližně 19 milionů klientů ročně.

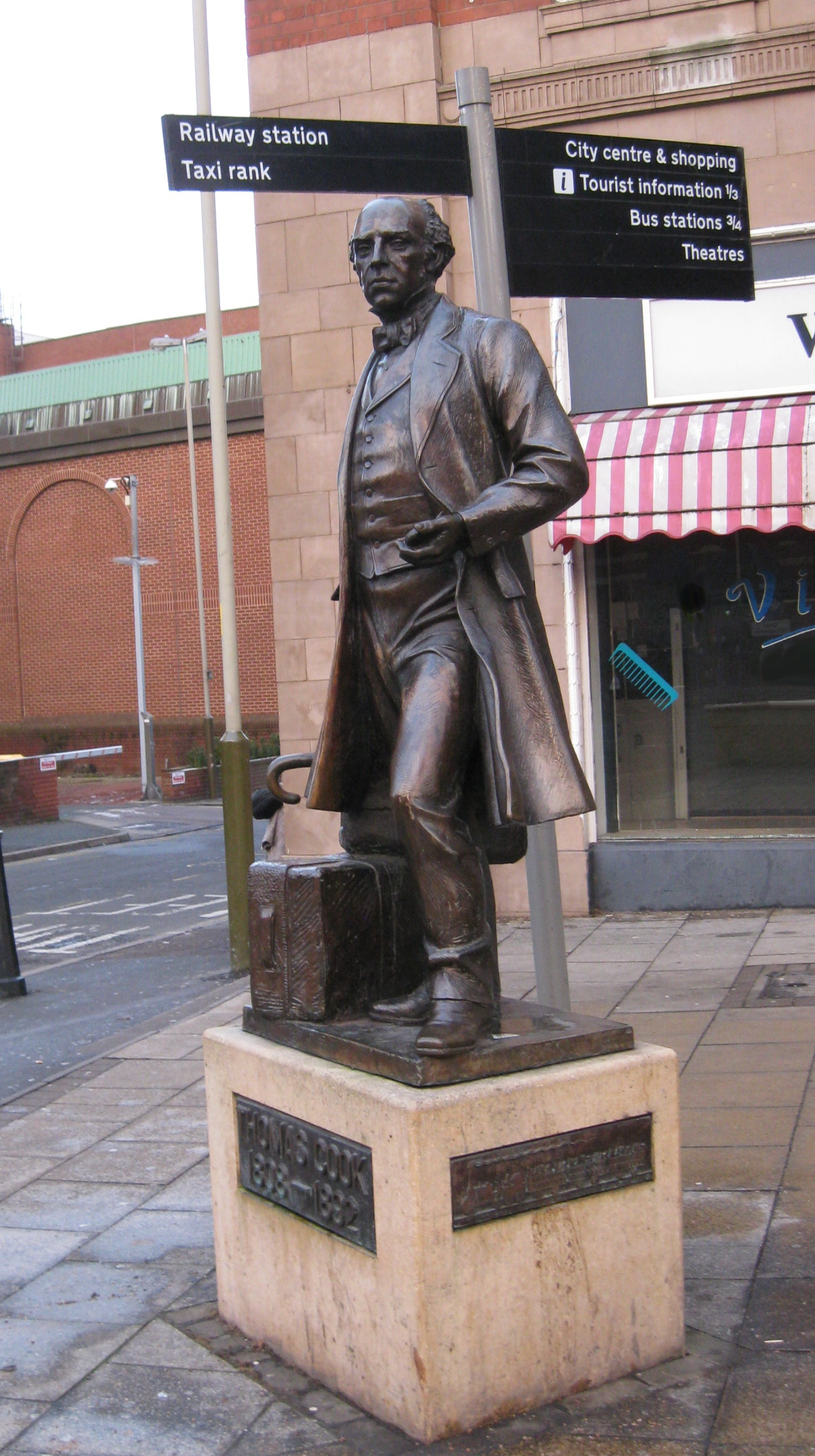
Socha Thomase Cooka v Leicesteru u železniční stanice

Dne 23. 9. 2019 cestovní kancelář Thomas Cook zkrachovala a vstoupila do nucené likvidace. V okamžiku oznámení krachu bylo s touto cestovní kanceláří v zahraničí téměř 150 000 britských turistů. Jejich návrat měl na starosti britský úřad pro civilní letectví (anglicky Civil Aviation Authority). Tato repatriace se měla podle BBC stát největší podobnou operací v mírové historii Velké Británie.